# Anarchismus in Österreich
Der Anarchismus in Österreich entwickelte sich zunächst aus den anarchistischen Teilen der Internationalen Arbeiterassoziation (IWA) und wuchs schließlich zu einer landesweiten anarchosyndikalistischen Bewegung, die in den 1920er Jahren ihren Höhepunkt erreichte. Nach der Etablierung des Faschismus in Österreich und dem darauffolgenden Zweiten Weltkrieg erholte sich die anarchistische Bewegung nur langsam, bis sie schließlich in den 1990er Jahren den Anarcho-Syndikalismus rekonstituierte.

## Geschichte
Nach der Gründung des Ersten Französischen Kaiserreichs im Jahr 1804 proklamierte der Heilige Römische Kaiser Franz II. die Errichtung des Österreichischen Kaiserreichs unter der Herrschaft der Habsburger Monarchie. Nach der österreichischen Niederlage in der Schlacht von Austerlitz 1806 wurde das Heilige Römische Reich aufgelöst und durch den Rheinbund, einen französischen Klientelstaat, ersetzt. Auch dieser wurde 1813 nach der französischen Niederlage in der Völkerschlacht bei Leipzig aufgelöst, und in den anschließenden Befreiungskriegen schloss sich Österreich mit einer Reihe deutscher Staaten zum Deutschen Bund zusammen, behielt aber die Herrschaft über Gebiete außerhalb des Bundes – in Ungarn, Kroatien, Böhmen, Galizien-Lodomerien und Lombardei-Venetien.

### Aufkommen von Sozialismus und Anarchismus

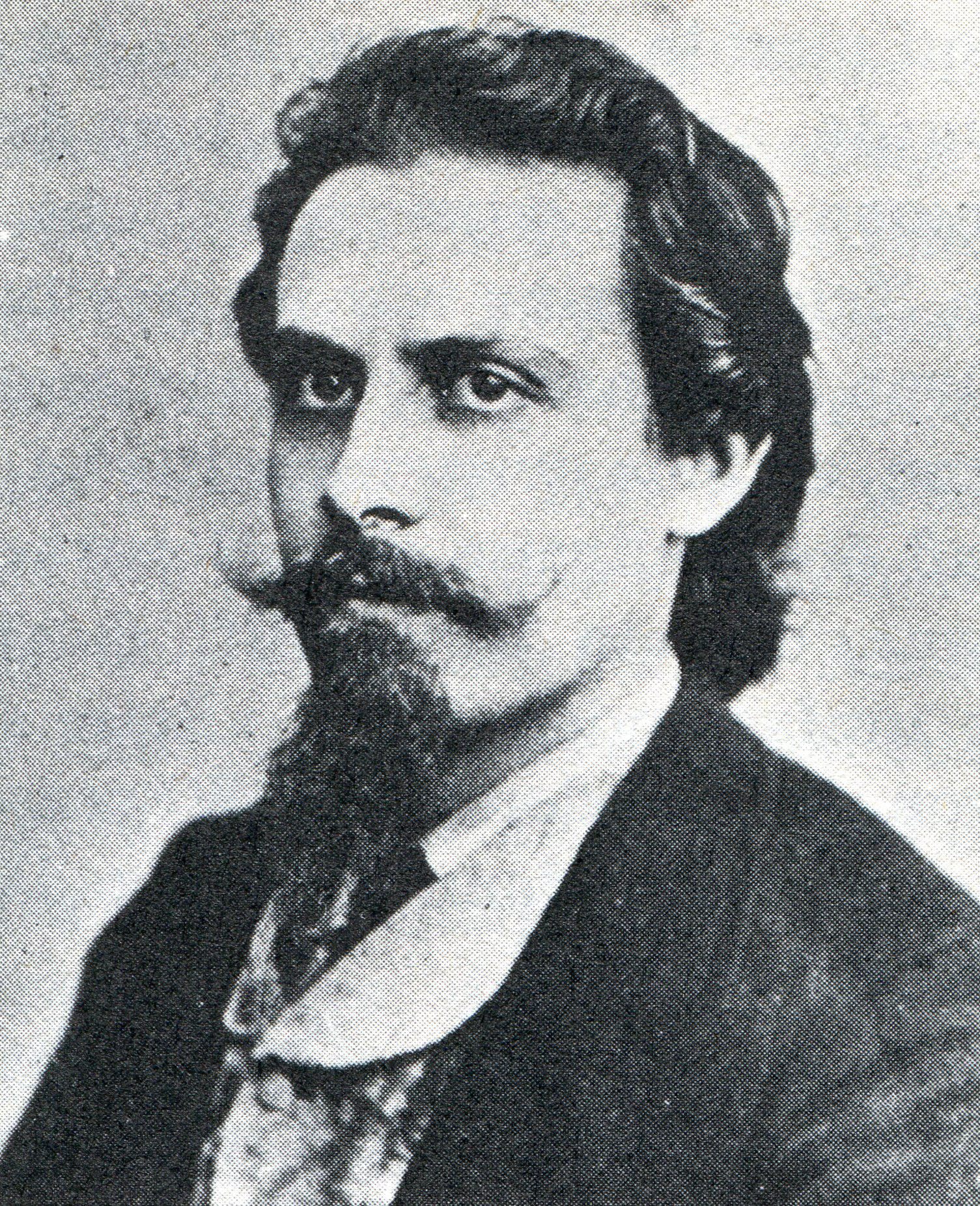
Andreas Scheu, ein früher Pionier der österreichischen Arbeiterbewegung

Während der Revolutionen von 1848 gewannen liberale, nationalistische und linke Ideen im gesamten österreichischen Kaiserreich an Bedeutung und führten zu einer Reihe von Aufständen gegen den Zentralstaat, um Unabhängigkeit und repräsentative Demokratie zu erreichen. Der junge Michail Bakunin hatte versucht, die panslawistischen Bewegungen in den österreichischen Gebieten Böhmens, Rutheniens und Polens zu unterstützen und einen Revolutionsversuch zum Sturz der österreichischen Herrschaft zu organisieren. Doch Bakunin wurde von den österreichischen Behörden gefangen genommen und schließlich an das Russische Kaiserreich ausgeliefert. Trotz einiger kleinerer Zugeständnisse schürte die Niederschlagung der Revolutionen den Hass der Arbeiterklasse auf die österreichische Willkür – so wurde ein General der Konterrevolution, Julius von Haynau, bei einem Besuch in London 1850 von Brauereiarbeitern tätlich angegriffen.
Die wirtschaftliche Krise, die durch die Wirtschaftskrise von 1857 ausgelöst wurde, und die politische Krise, die durch den sardischen Krieg ausgelöst wurde, führten zur Ausbreitung des Klassenbewusstseins unter den österreichischen Arbeitern, das in den 1860er Jahren in der Gründung der Internationalen Arbeiterassoziation (IWA) gipfelte. Eine Reihe von radikalen neuen Denkschulen begann sich in Österreich zu verbreiten, darunter die sozialistischen Strömungen des Anarchismus, des Syndikalismus und der Sozialdemokratie sowie liberale Strömungen wie Individualismus, Laissez-faire-Kapitalismus und die Österreichische Schule der Nationalökonomie.
Der neue Kaiser Franz Joseph I. verbrachte seine ersten Jahre mit dem Widerstand gegen die aufkommenden Reformbestrebungen, doch nach der österreichischen Niederlage im Siebenwöchigen Krieg, die Österreich aus dem Deutschen Bund ausschloss, stimmte er schließlich dem Österreichisch-Ungarischen Ausgleich von 1867 zu, der das Reich in die konstitutionelle Doppelmonarchie Österreich-Ungarn umwandelte. Die weitgehend landwirtschaftlich geprägte Wirtschaft des Landes erlebte dann eine industrielle Revolution, die die Umwandlung des Landes in eine kapitalistische Wirtschaft beschleunigte. Zu diesem Zeitpunkt hatte sich die IWA bereits auf Österreich ausgedehnt, und fast alle einzelnen Arbeiterorganisationen des Landes schlossen sich der Internationale an.
Bis 1869 hatte sich aus einem österreichischen Zweig der Sozialdemokratischen Arbeiterpartei Deutschlands (SDAP) eine straffer organisierte Arbeiterbewegung entwickelt. Obwohl die Internationale in Österreich aufgrund eines Internationalismus-Verbotsgesetzes nicht legal tätig sein konnte, zählte die IWA zum Zeitpunkt der Gründung der SDAP bereits 13.350 Mitglieder in Österreich – davon allein 10.000 in Wien. Die österreichische Sektion entsandte zwei Delegierte, Neumayer und Oberwinder, zum IWA-Kongress nach Basel und wuchs trotz der innenpolitischen Repressionen gegen sie weiter. Um 1870 zählte die österreichische Sektion der IWA rund 50.000 Mitglieder, einige französische Juristen schätzten die Zahl sogar auf bis zu 100.000.
Nach der Spaltung der Internationale zwischen den Marxisten und den Anarchisten wurde die österreichische Arbeiterbewegung zerrissen, da die Arbeiter entweder zum anarchistischen Lager (unter Andreas Scheu) oder zum gemäßigten sozialdemokratischen Lager (unter Heinrich Oberwinder) tendierten und der Generalrat von Marx seinen Einfluss in Österreich völlig verlor. Im Zuge dieser Spaltung begann die österreichische Regierung, die radikale anarchistische Bewegung stark zu unterdrücken, während sie die gemäßigten Sozialdemokraten weitgehend unbehelligt ließ – was es ihr ermöglichte, die Anarchisten zu überflügeln. Im Jahr 1874 gab es im sozialdemokratischen Lager Bestrebungen zur Gründung einer politischen Partei, die in der Gründung der Sozialdemokratischen Partei Österreichs gipfelten. Viele aus dem anarchistischen Lager sahen sich angesichts der Schikanen der Regierung gezwungen, nach London ins Exil zu gehen, wo sie Kontakte zu anderen sozialistischen Einwanderern knüpften, an Johann Mosts Zeitung Freiheit mitarbeiteten und sich der Social Democratic Federation (Sozialdemokratische Föderation) anschlossen – wobei sich die anarchistische Sektion später abspaltete und die Socialist League gründete.

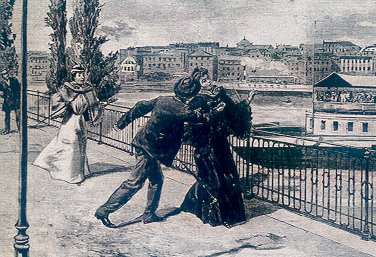
Eine künstlerische Darstellung des Attentats auf Kaiserin Elisabeth durch den italienischen Anarchisten Luigi Lucheni in Genf am 10. September 1898.

Die verbliebenen Anarchisten in Österreich sahen sich aufgrund der starken Repression durch die österreichische Regierung völlig außerstande, sich innerhalb der Arbeiterbewegung zu organisieren. Diese Unterdrückung, verbunden mit dem Einzug der militanteren Ideen der Freiheit wie der Propaganda der Tat, radikalisierte viele zuvor gemäßigte Anarchisten in Richtung Terrorismus. Anarchistische Aktivisten begannen in den 1890er Jahren in Wien Gewalttaten gegen die Oberschicht und die Polizei, Enteignungen zur Umverteilung des Reichtums und eine Reihe spontaner Aufstände zu verüben. 1898 wurde Kaiserin Elisabeth von Österreich in Genf von dem italienischen Anarchisten Luigi Lucheni ermordet. Obwohl er allein handelte, verbreiteten sich im ganzen Reich Verschwörungstheorien, wonach Lucheni Teil eines Komplotts zur Ermordung des Kaisers war, und es wurden Repressalien gegen Italiener in Wien angedroht. Diese Radikalität des Anarchismus trieb damals mehr Arbeiter zur Sozialdemokratischen Partei, die nach der Einführung des allgemeinen Männerwahlrechts mit fast einem Viertel der Stimmen in den Reichsrat gewählt wurde.

### Der Aufstieg des Syndikalismus
Nichtsdestotrotz begannen AnarchistInnen sich wieder innerhalb der ArbeiterInnenbewegung zu organisieren und die anarchosyndikalistische Bewegung begann in Österreich zu Beginn des 20. Jahrhunderts zu wachsen. Unabhängige Gewerkschaften verbreiteten sich im ganzen Land und organisierten Tausende von Mitgliedern jedes Berufszweigs, von denen die radikalste die Schuhmachergewerkschaft war, die starke anarchistische Tendenzen entwickelte. 1904 erschien in Wien erstmals die Zeitung Generalstreik, die zu einer der ersten explizit anarchosyndikalistischen Publikationen wurde. Die zunehmende anarchistische Stimmung innerhalb der Gewerkschaften gipfelte in der Gründung des Allgemeinen Gewerkschaftsbundes Österreichs, der nach anarchosyndikalistischen Grundsätzen organisiert war. Die Arbeiterschaft jener Zeit blieb jedoch weitgehend konservativ-sozialdemokratisch, so dass die revolutionäre syndikalistische Bewegung nur begrenzte Gruppen von Arbeitern organisieren konnte.
Nach einem Generalstreik im Jahr 1907 wurde schließlich das allgemeine Wahlrecht eingeführt, und bei den darauf folgenden Wahlen konnten die Sozialdemokraten ihren Anteil an den Sitzen stark erhöhen und wurden zu einer der stärksten Parteien im Parlament. Mit diesen Wahlerfolgen ging jedoch auch eine Enttäuschung über den Parlamentarismus in der Arbeiterschaft einher, von der sich einige wieder dem Anarchismus zuwandten. Im selben Jahr begann die anarcho-kommunistische Zeitung Wohlstand für Alle, vierzehntägig zu erscheinen, was das Interesse an der anarchistischen Bewegung neu belebte und zum Hauptlieferanten für anarchistische Literatur im gesamten deutschsprachigen Raum wurde. Die österreichischen Anarchisten dieser Zeit waren größtenteils Anarchokommunisten, die von Peter Kropotkin und Élisée Reclus beeinflusst waren, entwickelten aber auch eine bemerkenswerte christlich-anarchistische Tendenz, die von Leo Tolstoi inspiriert war, um der tiefen Durchdringung des Katholizismus im Land zu begegnen.

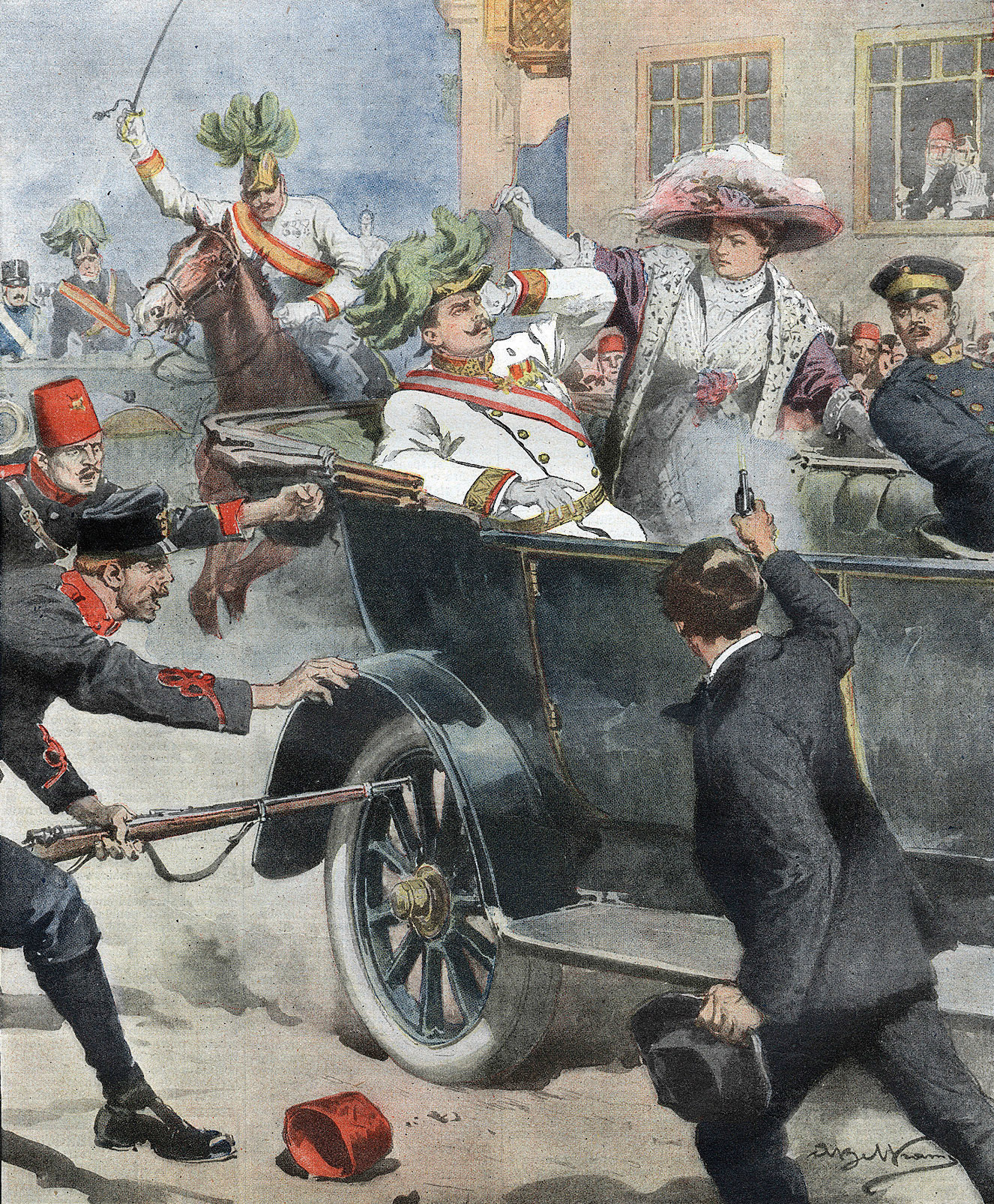
Gavrilo Princip ermordet Erzherzog Franz Ferdinand von Österreich-Este in Sarajewo.

Am 28. Juni 1914 verübten Mitglieder des Jungen Bosnien das Attentat auf Erzherzog Franz Ferdinand von Österreich-Este, inspiriert von der anarchistischen Konzeption der Propaganda der Tat. Dieser „Tyrannenmord“ löste eine Reihe von Ereignissen aus, die schließlich in den Ersten Weltkrieg mündeten, der mit der Serbienfeldzug durch Österreich-Ungarn und die anderen Mittelmächte begann. Als Reaktion auf den Ausbruch des Krieges organisierten die Anarchisten einen antimilitaristischen Widerstand und riefen die Menschen dazu auf, den Militärdienst zu verweigern. Einer der Anarchisten, die sich weigerten, war Pierre Ramus, der die meiste Zeit des Krieges entweder im Gefängnis oder unter Hausarrest verbrachte. Die Sozialdemokraten unterstützten zunächst den Kriegseintritt Österreichs, obwohl sie sich in der Vergangenheit antimilitaristisch geäußert hatten.

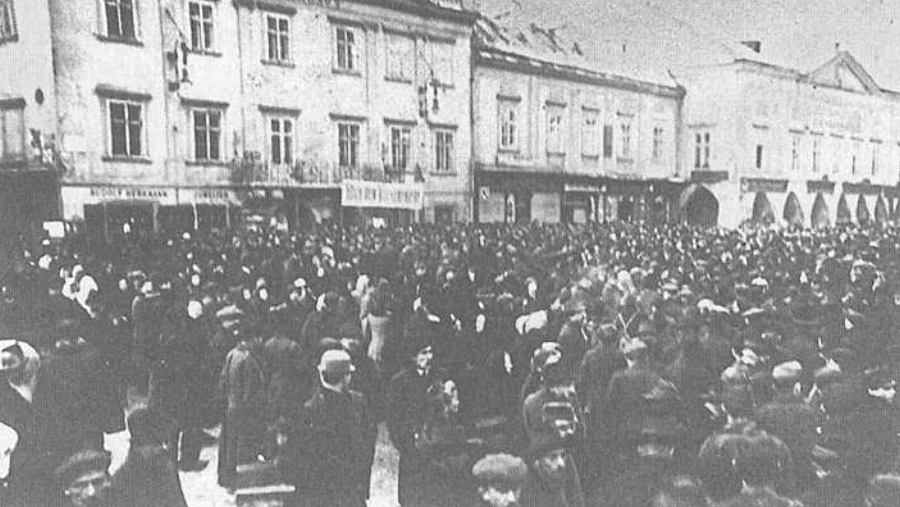
Streikende Arbeiter versammeln sich beim Jännerstreik in Wiener Neustadt.

1917, als der Krieg seinen Höhepunkt erreichte, kam es immer häufiger zu Arbeiterstreiks, insbesondere von Frauen, die nun eine große Rolle in der Produktion spielten. Anarchosyndikalisten wie Leo Rothziegel übten einen starken Einfluss auf die damalige Arbeiterbewegung aus und regten die Bildung von Arbeiterräten und die Organisation eines Generalstreiks an.  Diese Streikbewegung erreichte am 14. Januar 1918 ihren Höhepunkt, als die Mehlration halbiert wurde und sich ein spontaner wilder Streik über das ganze Land ausbreitete, bei dem Tausende von Lokomotivarbeitern ihre Werkzeuge niederlegten. Daraus entwickelte sich schnell ein Generalstreik, bekannt als der Jännerstreik, an dem sich Hunderttausende Wiener Arbeiter beteiligten und Arbeiterräte gegründet wurden, um den Streik durch partizipative Demokratie zu koordinieren. Als die Regierung versprach, die Kriegsleistungen zu reformieren, einen Lebensmitteldienst einzurichten und das Kommunalwahlrecht zu demokratisieren, brachen die Betriebsräte den Streik ab, und die Beschäftigten kehrten am 21. Januar an die Arbeit zurück. Im Gefolge des Generalstreiks folgten weitere Aktionen, darunter Streiks, Fabrikbesetzungen und die Bildung von Arbeiterräten, an deren Wahlen sich über 800.000 Arbeiter beteiligten. Die Arbeiterbewegung in Österreich spielte 1918 eine entscheidende Rolle bei der Beendigung der österreichischen Beteiligung an diesem Konflikt.

### Der politische Konflikt der Zwischenkriegszeit

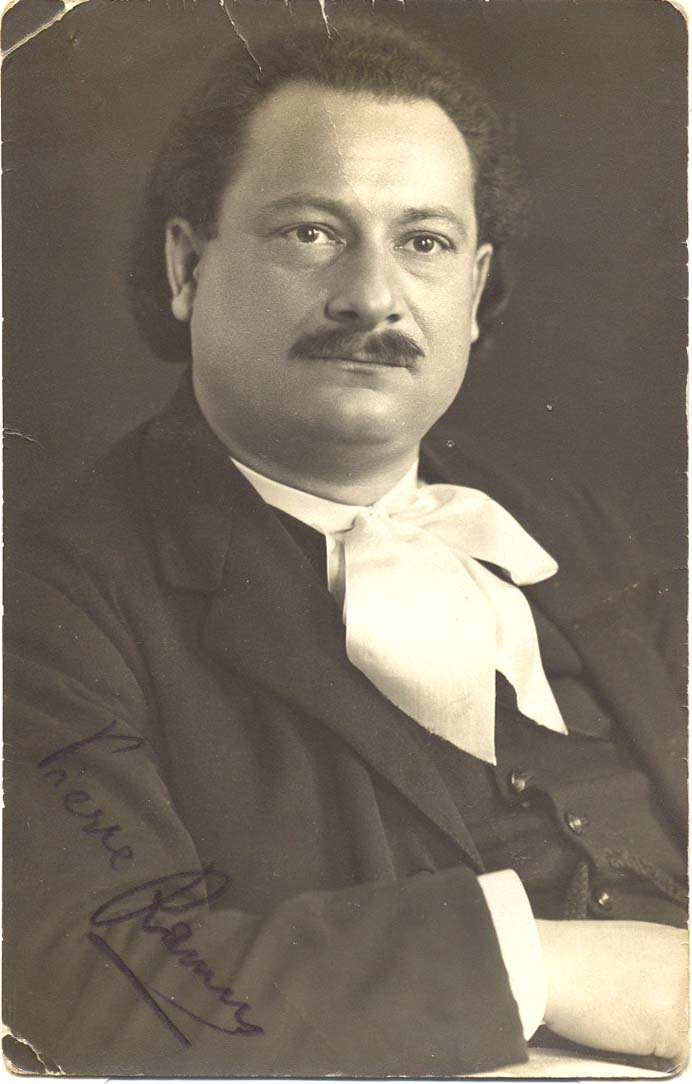
Pierre Ramus, einer der bedeutendsten Vertreter der österreichischen anarchosyndikalistischen Bewegung und Gründer des Bundes herrschaftsloser Sozialisten (BhS).

Nach dem Waffenstillstand vom 11. November 1918 dankte Kaiser Karl I. ab, und das österreichisch-ungarische Reich löste sich in mehrere Nationalstaaten auf. In Deutsch-Österreich wurden daraufhin Wahlen mit Frauenwahlrecht abgehalten, aus denen die Sozialdemokratische Partei als stärkste Partei hervorging und den Vertrag von Saint-Germain-en-Laye mit den Entente-Mächten und die Gründung der Ersten Österreichischen Republik durchsetzte. In der neu gegründeten Republik gründete Pierre Ramus den Bund der herrschaftslosen Sozialisten (BhS), der schnell an Popularität gewann und erklärte:

„Alle, die einen konstruktiven Begriff des Sozialismus vertreten und letzteren durch Geistesklarheit und praktische Aktion im Sinne der Verwirklichung schaffen wollen; alle, die sich befreien wollen von den Irrtümern jeglicher autoritär-, oder staatssozialistischen Richtung und deren diktatorischen Herrschaftszielen und Gewaltlehren; alle, die das Prinzip des Antimilitarismus in Gesinnung und Lebensführung vertreten; alle, die das Staatsprinzip der Herrschartverneinen und statt dessen die solidarische Gemeinschaft freier Individualitäten erstreben - sie alle sind herzlichst eingeladen, Mitglieder des Bundes herrschaftsloser Sozialisten zu werden.“

Nach der Niederlage der ungarischen Räterepublik konnte sich die Rätebewegung in Österreich nicht mehr gegen den Staat durchsetzen, und das Wachstum der anarchosyndikalistischen Bewegung geriet durch den Aufstieg des Bolschewismus in Schwierigkeiten. In der Folge schlossen sich die Arbeiter der im Entstehen begriffenen Kommunistischen Partei an, die mit den Sozialdemokraten um den Status der Avantgarde konkurrierte, obwohl beide angeblich marxistisch orientiert waren. Im Jahr 1920 verloren die Sozialdemokraten die Wahl gegen die rechtsgerichtete Christlich-Soziale Partei (CSP). In den 1920er Jahren verschärften sich die politischen Spannungen in Österreich, und paramilitärische Gruppen begannen im ganzen Land zu operieren. Die Heimwehr wurde von demobilisierten Soldaten gegründet, um die Grenzen des neuen Landes zu verteidigen, wandte sich aber im Laufe der Zeit einer rechtsextremen, nationalistischen Politik zu und wurde schließlich de facto zum paramilitärischen Flügel der CSP. Angesichts der weiteren Radikalisierung der österreichischen Rechten gründeten die Sozialdemokraten den Republikanischen Schutzbund, um sich vor der Heimwehr zu schützen. Die Sozialdemokraten, die sich nun in der Opposition befanden, begannen ebenfalls, Ideen aus der anarchistischen Theorie zu übernehmen – sie gründeten eine Arbeiterbank nach dem Vorbild des von Pierre-Joseph Proudhon vorgeschlagenen Mutualismus.

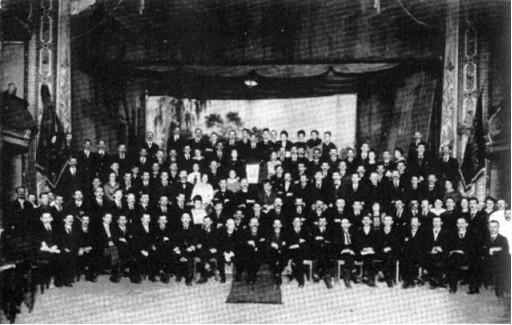
1922 Kongress der Freien Arbeiter-Union (FAU), die in den späten 1920er und frühen 1930er Jahren in Österreich tätig war.

Die Anarchosyndikalisten übten eine konsequente Kritik an den kommunistisch und sozialdemokratisch kontrollierten Arbeiterverbänden, die sie als Mittel zur Aufrechterhaltung der Disziplinierung der Arbeiter durch die Politiker betrachteten. Die Arbeiterbewegung wurde folglich dem Ziel der Eroberung der parlamentarischen Macht durch die politischen Parteien untergeordnet. Im Gegensatz dazu waren die anarchosyndikalistischen Organisationen in der Lage, Streiks für höhere Löhne, antimilitaristische Demonstrationen und unabhängige Gewerkschaften zu organisieren. Trotz der Schwierigkeiten mit den Kommunisten und Sozialdemokraten hat sich die anarchosyndikalistische Bewegung mehr als verdreifacht.  1921 fand in Innsbruck ein anarchosyndikalistischer Kongress statt, und einige Jahre später schlossen sich die österreichischen Anarchosyndikalisten der Internationalen ArbeiterInnen-Assoziation (IWA-AIT) an. Bis 1925 war der BhS auf 4000 beitragszahlende Mitglieder angewachsen, die in mehr als 60 Ortsgruppen in ganz Österreich organisiert waren, und sein Organ Wissen und Befreiung wurde in allen größeren Städten des Landes verbreitet. Doch der BhS entwickelte sich unter der Führung von Ramus schließlich weg vom Anarcho-Syndikalismus und hin zu einer reformistischen, auf genossenschaftlicher Ökonomie basierenden Position. Daraufhin gründete eine anarchosyndikalistische Gruppe von 30 bis 40 Personen einen österreichischen Zweig der Freien Arbeiter-Union (FAU) und verbreitete die anarchosyndikalistischen Zeitungen Der Freie Arbeiter und Der Syndikalist in ganz Österreich. Die österreichische FAU organisierte vor allem eine Taxifahrergewerkschaft, die 120 registrierte Mitglieder und 1200 Abonnenten ihrer Zeitung „Der Taxichauffeur“ hatte. Doch auch diese Gewerkschaft verlor im Laufe der Zeit ihren anarchosyndikalistischen Charakter, schien eine sozialdemokratische Position einzunehmen und verübte sogar antisemitische Angriffe gegen LKW-Unternehmer. Die verbliebene anarchosyndikalistische Bewegung in Wien verzeichnete weiterhin eine Reihe kleinerer Erfolge, wie z. B. einen erfolgreichen wilden Streik in einem Kaffeehaus.

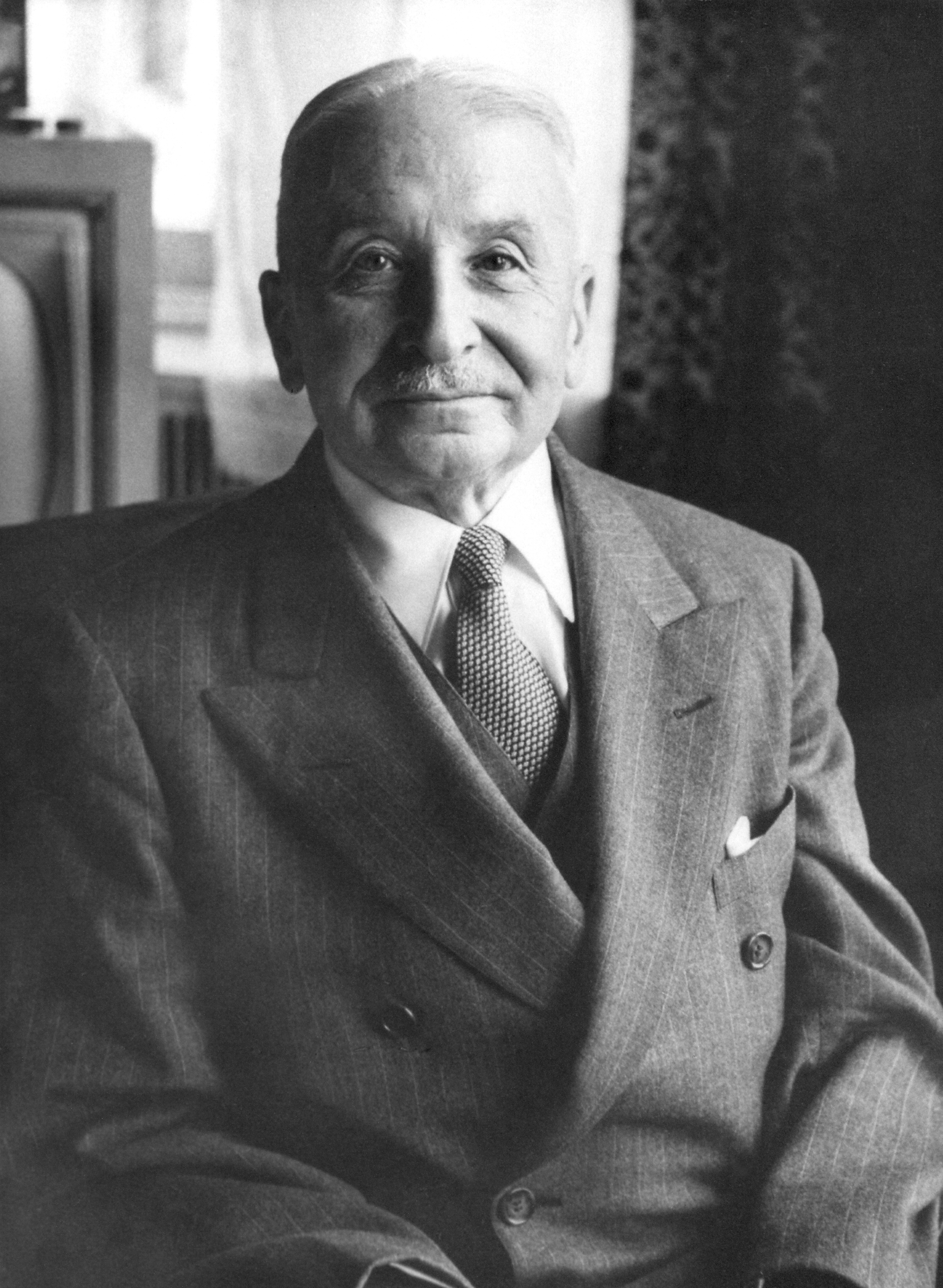
Ludwig von Mises, Chefökonom des austrofaschistischen Regimes und zentrale Figur der Österreichischen Schule der Nationalökonomie.

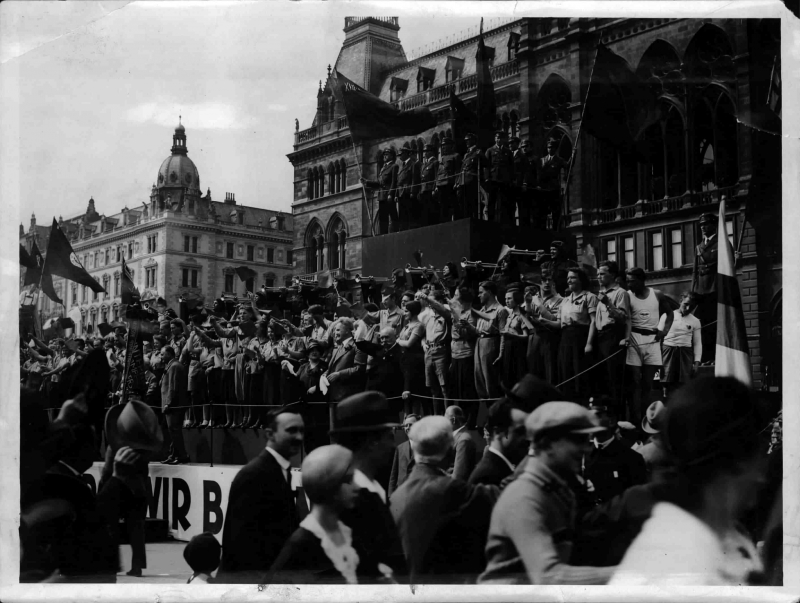
Linke Aktivisten feiern den Internationalen Tag der Arbeit in Wien, Wochen vor der Machtergreifung des Faschismus in Österreich.

1932 wurde der Austrofaschist Engelbert Dollfuß zum Bundeskanzler ernannt, an der Spitze einer breiten rechten Koalitionsregierung mit nur einer Stimme Mehrheit im Parlament. Um die Probleme der Great Depression in den Griff zu bekommen, leitete die neue Regierung eine wirtschaftliche Umstrukturierung ein, wobei sie vom Chef der Handelskammer – dem Ökonomen der Österreichischen Schule Ludwig von Mises – eng beraten wurde. Die Regierung führte auch eine repressive Sozialpolitik ein und verbot sofort alle Versammlungen der Oppositionsparteien – sowohl des linken als auch des rechten Flügels. Nach der Selbstausschaltung des Parlaments, die Dollfuß die Möglichkeit gab, per Dekret zu regieren und eine faschistische Diktatur zu errichten, verschärfte sich die staatliche Repression. Dollfuß schloss die rechtsgerichteten Parteien zur Vaterländischen Front zusammen und verbot alle Oppositionsparteien, wodurch Österreich zu einem Einparteienstaat wurde. Vizekanzler Emil Fey leitete die anschließende Unterdrückung der österreichischen Linken und verhaftete eine Reihe von sozialistischen, kommunistischen und anarchistischen Politikern, darunter Pierre Ramus, der später in die Schweiz floh. Die Spannungen zwischen der österreichischen Linken und der herrschenden Regierung mündeten schließlich in den Österreichischen Bürgerkrieg, der zur faktischen Ausschaltung jeglicher organisierter linker Bewegung und zur Konsolidierung der Macht durch die Regierung führte und in der Gründung des Bundesstaates Österreich mit einer faschistischen Verfassung gipfelte. Kurz darauf führte ein Putschversuch der Deutschen Nationalsozialistischen Arbeiterpartei (DNSAP) zur Ermordung von Dollfuß, der von Kurt Schuschnigg als Bundeskanzler abgelöst wurde. Ludwig von Mises verließ das Land kurz nach dem Putsch und ging zunächst in die Schweiz und dann in die Vereinigten Staaten, wo er Murray Rothbard – den Begründer des rechtsradikalen sozialdarwinistischen Anarchokapitalismus – entscheidend beeinflusste.
Im Gefolge der Spanischen Revolution von 1936 flammte die libertäre Stimmung wieder auf. Die anarchosyndikalistische Bewegung, die sich weiterhin im Untergrund organisierte, veröffentlichte eine Reihe von Flugblättern, die von der Revolution inspiriert waren, und riskierte dabei sogar die Gefangennahme durch die Diktatur. Nach dem Anschluss Österreichs an Nazi-Deutschland im Jahr 1938 veröffentlichten anarchistische Untergrundgruppen sogar einige Hetzschriften gegen Hitler und den Nationalsozialismus, doch die Konsolidierung des Faschismus in Österreich und der darauf folgende Krieg führten dazu, dass die anarchistische Bewegung vorübergehend zum Erliegen kam.

### Nachkriegszeit
Nach dem Krieg erlebte die anarchistische Bewegung eine Verjüngungskur, die sich vor allem an der genossenschaftlichen Linie orientierte, die Ramus in seinen späteren Jahren vertrat, und es bildeten sich verschiedene anarchistische Gruppen, die auch in der Steiermark Fuß fassten. Einer anarchosyndikalistischen Gruppe in Hietzing, den Hietzinger Revolutionären Sozialisten und Anarchisten, gelang es sogar, eine Kontinuität zwischen den anarchistischen Bewegungen der Zwischenkriegszeit und der Nachkriegszeit zu gewährleisten. Die gegenkulturelle Bewegung der 1970er Jahre und die Umweltbewegung der 1980er Jahre führten zu einer breiteren Wiederbelebung der anarchistischen Bewegung in Österreich, insbesondere der genossenschaftlichen Tendenz, die vor allem von der Wiener Anarchistischen Gruppe aufgegriffen wurde. In den 1990er Jahren bildeten sich im ganzen Land eine Reihe autonomer Gruppen, insbesondere die sozialanarchistische Gruppe Revolutionsbräuhof in Wien.
1993 wurde die Freie ArbeiterInnen-Union (FAU) auf Initiative einer kleinen Gruppe in Wien rekonstituiert und organisierte einen Kongress und eine Veranstaltung zu den Libertären Tagen in der Stadt.  In den 1990er Jahren war die FAU an zwei wilden Streiks in einem Billa-Lagerhaus in Wiener Neudorf beteiligt, die auf einen Konflikt zwischen der Geschäftsleitung und der Belegschaft – die hauptsächlich aus kurdischen und türkischen Gastarbeitern bestand – zurückzuführen waren. Nach der Gründung der Protestinitiative BILLA durch rund 80 Personen konnten die streikenden ArbeiterInnen bessere Arbeitsbedingungen durchsetzen. Die Wiener FAU löste sich jedoch nach dem Rückzug ihres Gründers Adi Rasworschegg wieder auf. Es gab weitere Initiativen zur Wiedergründung der FAU in Wien, aber auch in Oberösterreich und Vorarlberg, doch keine dieser Gruppen hielt sich lange. Die anarchosyndikalistische Bewegung wurde schließlich mit der Gründung des Allgemeinen Syndikats Wiens, das Gewerkschaften im Sozial- und Bildungsbereich organisiert, ins 21. Jahrhundert gehievt. Es folgten die Gründung eines Syndikats in Oberösterreich und später eines bundesweiten anarchosyndikalistischen Verbandes.

### Gegenwärtige Bewegungen
Am 7. Juli 2021 stürmten rund zwanzig Aktivistinnen der anarchafeministischen Gruppe Alerta Feminista die Büros der konservativen Boulevardzeitung Oe24, um gegen die ihrer Meinung nach „rassistische Berichterstattung“ auf der Website der Zeitung zu protestieren. Sie verteilten Flugblätter und griffen angeblich Mitarbeiter von Oe24 an, obwohl es keine Verletzten gab, und flüchteten später nach dem Eintreffen der Polizei vom Tatort.

## Referenzen
1. ↑  Judith Flanders: The Victorian City. St Martin's Press, New York 2004, ISBN 1-250-04021-3, S. 345 (englisch).
2. ↑  Yuri Mikhailovich Steklov: "3. Foundation of The International Workingmen's Association". History of the First International. International Publishers., New York 1928, OCLC 976617460 (englisch).
3. ↑  Thomas Barcsay: Banking in Hungarian Economic Development, 1867–1919. Ryeson Polytechnical Institute, 1991, S. 216, archiviert vom Original am 17. November 2014; abgerufen am 28. August 2016 (englisch).
4. ↑  Yuri Mikhailovic Steklov: "4. First Steps of The International; The London Conference of 1865". History of the First International. International Publishers, New York 1928, OCLC 976617460 (englisch).
5. ↑  Yuri Mikhailovich Steklov: "10. The Basle Congress". History of the First International. International Publishers, New York 1928, OCLC 976617460, S. 141–142.
6. ↑  Yuri Mikhailovich Steklov: "11. Season of Blossoming, and the Beginning of the End. Anarchism". History of the First International. International Publishers, New York 1928, OCLC 976617460 (englisch).
7. ↑  Yuri Mikhailovich Steklov: "24. The End of the Marxist International". History of the First International. New York Auflage. International Publishers, 1928, OCLC 976617460 (englisch).
8. 1 2 3 4 5  Pierre Ramus:  Anarchism in the German-speaking Countries In: Mother Earth, Kate Sharpley Library, Dezember 1913 (englisch).
9. 1 2 3 4 5 6 7 8 9 10 11 12  Die Wurzeln des Anarchosyndikalismus in Österreich. In: Anarchismus.at. Föderation der ArbeiterInnen-Syndikate, 29. August 2007, abgerufen am 8. Juli 2025.
10. ↑  Michael Newton: "Elisabeth of Austria (1837–1898)". Famous Assassinations in World History: An Encyclopedia [2 volumes]. ABC-Clio, 2014, ISBN 978-1-61069-285-4, S. 132–134.
11. 1 2 3 4 5 6 7 8 9 10  Pierre Ramus:  Anarchismus, Syndikalismus und Antimilitarismus in Österreich, Jahrgang
12. ↑  Pierre Ramus (1882–1942). In: coforum.de. 2. Februar 2007, archiviert vom Original am 12. November 2007; abgerufen am 22. Juli 2021.
13. ↑  Borislav Chernev: "The Great January Strike as a Prelude to Revolution in Austria". Twilight of Empire: The Brest-Litovsk Conference and the Remaking of East-Central Europe, 1917—1918. Toronto Auflage. University of Toronto Press, 2017, ISBN 978-1-4875-1335-1, S. 107–152 (englisch).
14. 1 2 3  Pierre Ramus:  Was ist und will der Bund herrschaftsloser Sozialisten? In: Anarchismus.at, Erkenntnis und Befreiung
15. 1 2  Gordon, Brook-Shepherd: The Austrians: A Thousand-Year Odyssey. HarperCollins, 1996, ISBN 0-00-638255-X, S. 235 (englisch).
16. ↑  Rifles at the Ready! Time, 30. September 1929, archiviert vom Original am 24. März 2009; abgerufen am 5. Dezember 2007 (englisch).
17. ↑  Hugo Portisch, Sepp Riff: Österreich I (Die unterschätzte Republik). Kremayr und Scheriau, Wien 1989, ISBN 3-218-00485-3, S. 415.
18. 1 2  Hans-Hermann Hoppe: "The Meaning of the Mises Papers". The Free Market. Band 15, Nr. 4. Mises Institute., 1997, ISBN 90-5260-371-5 (englisch, mises.org).
19. ↑  Jörg Guido Hülsmann: Mises: The Last Knight of Liberalism. Ludwig von Mises Institute, 2007, ISBN 978-1-933550-18-3, S. xi (englisch).
20. ↑  Justin Raimondo: An Enemy of the State: The Life of Murray N. Rothbard. Prometheus Books, Amherst, NY 2000, ISBN 1-61592-239-3, S. 46 (englisch).
21. ↑   Die anarchistische Gruppe in Wien (Memento des Originals vom 3. Februar 2009 im Internet Archive)
22. ↑  Linksextreme Anarchos wollten oe24-Verkaufsbüro stürmen. In: Oe24. 7. Juli 2021, abgerufen am 22. Juli 2021.